# Qendër Ersekë
Qendër Ersekë è una frazione del comune di Kolonjë in Albania (prefettura di Coriza).
Fino alla riforma amministrativa del 2015 era comune autonomo, dopo la riforma è stato accorpato, insieme agli ex-comuni di Barmash, Çlirim, Ersekë, Leskovik, Mollas, Novoselë e Qendër Leskovik a costituire la municipalità di Kolonjë.

## Località
Il comune era formato dall'insieme delle seguenti località:
- Starie
- Bejkove
- Psar
- Selenice
- Kreshove
- Gostivisht
- Lenges
- Kodrat
- Borove
- Tac Qender
- Tac Poshte
- Tac Larte
- Rehove
- Gjonc
- Prodan
- Kabas